# Hermetia subpellucida
Hermetia subpellucida is een vliegensoort uit de familie van de Stratiomyidae. De wetenschappelijke naam van de soort is voor het eerst geldig gepubliceerd in 1967 door James and Wirth.